# Amino(ylid)substituierte Carbene

Grundstruktur eines Pyrrolbasierten AYCs (On = Oniumgruppe, z. B. SR_{2}, PR_{3})

Amino(ylid)substituierte Carbene, auch als amino(ylid)stabilisierte Carbene bezeichnet, (AYCs) sind eine Gruppe von organischen Verbindungen. Sie zeichnen sich dadurch aus, dass das zentrale Carbenkohlenstoffatom mit einer Amin- und einer Ylid-Funktionalität substituiert ist. Im Gegensatz zu ihren schwereren Homologen in Form von amino(ylid)substituierten Silylenen und Germylenen konnten diese Verbindungen bisher zwar synthetisiert, aber nicht isoliert werden.

## Struktur

Die zur Stabilisierung beitragenden Orbitalgeometrien in NHCs und AYCs.

N-Heterocyclische Carbene, eine aufgrund ihrer hohen Donorstärke vielfach als Liganden eingesetzte Verbindungen, werden dadurch stabilisiert, dass die freien Elektronenpaare der Stickstoffatome Elektronendichte zum Carbenzentrum donieren. Allerdings führt die hohe Elektronegativität des Stickstoffs gleichzeitig dazu, dass diese durch einen starken -I-Effekt viel Elektronendichte vom Carbenzentrum ziehen und somit die σ-Donorstärke schwächen. Dieser Problematik kann entgangen werden, indem eines der Stickstoffatome durch ein weniger elektronegatives Element ausgetauscht wird. Dies ist beispielsweise mit Kohlenstoff in (Alkyl)(amino)carbenen (CAACs) der Fall. Diese weisen entsprechend eine höhere Energie des höchsten besetzten Molekülorbitals (HOMO) und somit bessere σ-Donoreigenschaften auf. Gleichzeitig führt allerdings das fehlende freie Elektronenpaar zu einer Destabilisierung des niedrigsten unbesetzten Molekülorbitals (LUMO) und somit zu besseren π-Akzeptoreigenschaften des Carbens. Um die starken σ-Donoreigenschaften eines CAACs mit den schwachen π-Akzeptoreigenschaften eines NHCs zu kombinieren, bietet es sich an, das dem Carbenzentrum benachbarte alkylische Kohlenstoffatom in einem CAAC durch ein ylidisches Kohlenstoffatom zu substituieren. Ein solches besitzt dieselbe Elektronegativität und führt somit zu einem ähnlich schwachen -I-Effekt und damit verbunden zu einer hohen HOMO-Energie respektive guten σ-Donoreigenschaften. Gleichzeitig besitzt es allerdings auch analog zu Aminogruppen ein freies Elektronenpaar und führt entsprechend zu einer hohen LUMO-Energie, also schlechten π-Akzeptoreigenschaften.

Schematische Darstellung der HOMO- und LUMO-Energien von NHCs, CAACs und AYCs.

## Synthese
Die ersten AYCs wurden in den 1980er Jahren von Michelin und seinen Mitarbeitern durch Deprotonierung von geeigneten Phosphoniumsalzen und anschließender Cyclisierung in der Koordinationssphäre von Platin synthetisiert.

Synthese von AYC-Platinkomplexen nach Michelin und seinen Mitarbeitern (PR_{3} = PMe_{2}Ph), [Pt] = cis-PtCl_{2}(PMe_{2}Ph), trans-PtCl(PPh_{3}). Als Gegenion fungiert Tetrafluoroborat.

Eine ähnliche Syntheseroute konnten 2013 Alcarazo und seine Mitarbeiter zur Syntheseroute von acyclischen AYCs in der Koordinationssphäre von Gold vorstellen.
Freie AYCs wurden bisher nicht isoliert. Zwar konnten diese erstmals im Jahr 2008 durch die Arbeitsgruppen von Bertrand, Fürstner und Kawashima synthetisiert werden. Allerdings zersetzten sich diese bei höheren Temperaturen, wie zum Beispiel Raumtemperatur. In der Folge konnten sie bisher nur NMR-spektroskopisch in Lösung oder durch die Produkte von Abfangreaktionen nachgewiesen werden. Die Synthese der AYCs erfolgte in diesen Fällen in der Regel durch Deprotonierung von geeigneten Pyrrol-, Indol- oder 4H-Pyrazol-Precursorverbindungen in α-Position zum Stickstoff.

Synthese von AYCsn nach Kawashima und seinen Mitarbeitern. Als Gegenion fungiert Tetraphenylborat.

## Eigenschaften und Reaktivität
Wie bereits besprochen, sind AYCs deutlich stärkere σ-Donoren als NHCs. Dies konnte beispielsweise durch Carbonylstreckschwingungen in Rhodium-Komplexen gezeigt werden. Auch die 1JCH-Kopplungskonstante von Precursorverbindungen deutete auf eine zu CAACs vergleichbare σ-Donorstärke hin. Computerchemische Rechnungen weisen in diesem Vergleich sogar auf bessere σ-Donoreigenschaften und gleichzeitig schwächere π-Akzeptoreigenschaften hin.
Durch Schwefel werden AYCs zu den korrespondierenden Sulfiden oxidiert.
AYC-Palladiumkomplexe konnten weiterhin erfolgreich in der Buchwald-Hartwig-Aminierung eingesetzt werden.